# 江ノ電自転車ニキ

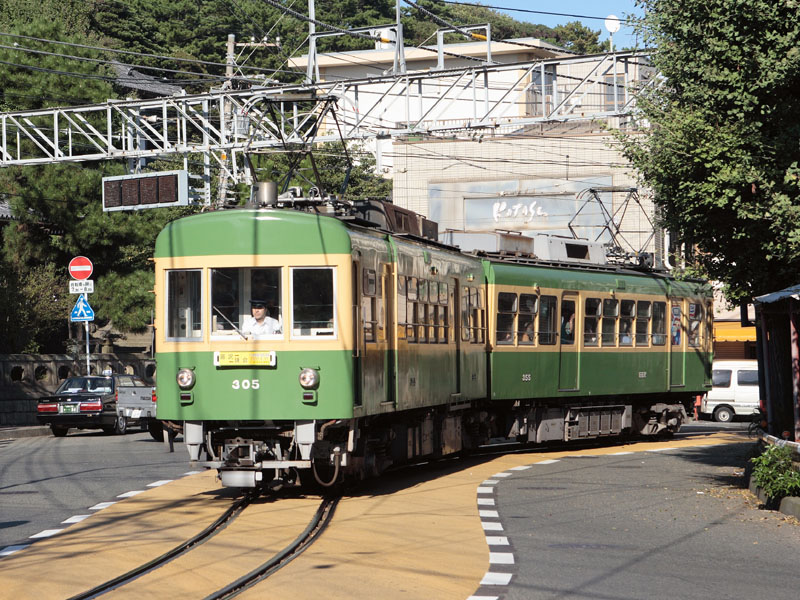
片瀬海岸1丁目の交差点付近を走行する300形305編成（2005年9月14日に営業運行中のもの）
トラブルとなった動画の撮影地点はこの写真とほぼ同一地点である

江ノ電自転車ニキ（えのでんじてんしゃニキ）とは、2021年（令和3年）8月5日に江ノ島電鉄の沿線で発生した電車の撮影を巡る騒動の原因となった、アメリカ合衆国ニューヨーク州ニューヨーク市出身の男性に付けられた愛称である。

## 経緯

### 騒動の発生
2021年（令和3年）8月5日、江ノ島電鉄線では点検と塗装を終えた300形電車305編成の試運転が行われ、当日の22時30分から23時30分にかけて極楽寺駅 - 藤沢駅間を1往復する予定であった。
この試運転の様子を撮影するため、腰越駅 - 江ノ島駅間にある片瀬海岸1丁目（龍口寺前）の交差点には鉄道ファンの撮影者が集まっていた。近隣住民によれば19時頃から撮影者の数が増えていき、集まった30人以上の多くは中学生・高校生くらいの未成年に見えたという。なお江ノ島電鉄によれば、この試運転の予定は外部には公表されていなかったという。
305編成が交差点に差しかかった22時50分ごろ、ピンクのシティサイクルに乗りながら列車と並走する男性が現れた。男性はTシャツに短パン姿で左手を高く上げていた。撮影者たちは男性に車両から離れるよう罵声を上げるなどして注意したが応じなかったため、撮影者が自転車の男性に詰め寄る事態となった。自転車の男性は困惑した様子であったが、一部の撮影者が男性に罵声を浴びせたことを受けて別の人物が仲裁に入り、自転車に乗った男性は仲介役の人物とグータッチして「Peace」という言葉を交わして帰っていき、騒動は一旦落ち着いたという。

### 映像の拡散と話題化
一連の出来事を撮影した動画はTwitterで拡散され、2021年8月6日21時30分時点で1万6,000件以上のリツイートを記録し、自転車に乗っていた男性が「江ノ電自転車ニキ」（以下「自転車ニキ」と表記）として話題となった。また、自転車ニキがメキシコ料理店の店主を務める人物であることも判明した。ネット上では自転車ニキを怒鳴りつけたファンの行動に対して批判する意見があった一方、鉄道マニアからは、普通に通過しなかった自転車ニキに対して苦言を呈する声もあった。

### 自転車ニキの店を巡る攻防
公表を受けて自転車ニキの経営するメキシコ料理店のレビューには、同年8月7日から8日にかけて最低評価がつけられたり、嫌がらせを書かれたりするなどの被害（レビュー爆撃）を受けた。しかしこれに対抗して同店に対して高評価をつけるユーザーも続出し、約8,000件ほどの最高評価がつけられた。なお、いずれの意見も同年8月10日時点ではほとんど削除され、レビュー自体もリセットされたが、この出来事を受けて自転車ニキの店は行列ができるほど繁盛したという。

### その後
同年12月に掲載された『女性自身』の記事では、騒動発生時のファンが自転車ニキに対して謝罪に来たと話している。これに対して、自転車ニキは自身が事情を理解できていなかったこともよくなかったとして、この謝罪を受け入れた。
2021年（令和3年） 12月31日の「コミックマーケット99」では、鉄道ジャンルのサークルが集合する場所に自転車ニキ本人が登場した。

## 鉄道ファンの行動について
本トラブルは、鉄道撮影（撮り鉄=鉄道ファンのうちの鉄道写真撮影者）の在り方を巡って議論を起こした。
付近の住民は騒動での怒声によって騒音被害を被ったといい、接触事故が多い地点でカメラを構えるファンと道路交通との事故を懸念する声を上げた。一方で、上記のようなファンの行為に対策を取らない江ノ島電鉄側を批判する住民もいた。
地元の鉄道ファンからはイメージ悪化を憂慮する意見が出ている。フリーアナウンサーの大島由香里は、江ノ電のことを撮影したくなる気持ちは分かるとして撮影行為に一定の理解を示した一方で、「ルールを守らない撮り鉄」に対して批判している。
なお自転車ニキ本人は、自身が状況が分かっていなかったことにも非があると反省し、鉄道写真撮影者の人たちにも謝罪をしたい気持ちがあると話していた。

### 江ノ島電鉄からの説明
江ノ島電鉄の広報担当者は、本件は列車の運行の妨害がなかったために会社として動くことはなく、またトラブル発生場所が道路のため自治体や警察の管轄の範疇であると話した。一方で、駅など江ノ島電鉄の管理権の及ぶ範囲での騒動に関しては今後も対応を取って行くとし、鉄道ファンに向けてマナーを守って楽しむことを呼び掛けている。

## 反響
この騒動を受けてネット上では自転車ニキに関連するコラージュが多数作られ、自転車ニキ自身もインスタグラムにコラージュ画像を投稿し、江ノ電自転車ニキのInstagramのフォロワーは4.5万人を突破した。江ノ電自転車ニキの運営するメキシコ料理店の店内では自転車ニキの画像が入ったTシャツやパーカーなどが売られ、LINEスタンプの販売も始まった。
2021年（令和3年） 8月25日の読売新聞内のコラム「辛酸なめ子のじわじわ時事ワード」では自転車ニキを取り上げている。
2021年（令和3年） 9月29日に森山直太朗がリリースした「遠くへ行きたい」の楽曲タイトルに因み、「#遠くへ行きたい直太朗ニキ」SNSキャンペーンを開催し、コラ画像を10月6日まで募集した。この際、江ノ電自転車ニキとのコラボレーションや、森山直太朗が左手を挙げて自転車に乗った素材の配布が行われた。

2021年（令和3年） 11月8日に発売された『週刊少年ジャンプ』49号に掲載された松井優征の漫画『逃げ上手の若君』のセンターカラーの扉絵では、主人公・北条時行の姿と、自転車に乗って近づいてくる郎党・風間玄蕃の姿が描かれた。風間玄蕃の姿は「江ノ電自転車ニキ」をモチーフにしたと考えられている。松井優征は、この巻末で
偶然にも縁のある場所でした
とコメントしている。まいじつエンタでは、自転車ニキが撮影された龍口寺前交差点が日本史上で北条時行が処刑された場所で、近くにある「龍口寺」に時行が最期を迎えたと考えられている「龍ノ口刑場」の石碑が建立されていることが関連しているとしている。
他にも、日本のネットを直接引用したTVBS、中国時報、網路温度計、鏡週刊、今日新聞、聯合報、香港01、台湾最大のネット掲示板『PTT（批踢踢）』へ転載されたことをきっかけに、それを孫引きする形で報じた民視（FTV）、サブカルチャー系メディアの宅宅新聞や、4Gamersなど、主に中華圏を中心に、世界各国のメディアもこの騒動とコラージュを中心としたネット上でのミームを取り上げた。Know Your Memeでは「Enoden Bicycle Bro」のページ名でこの出来事を取り上げた。